# آیوار (کشتی‌گیر)
تاد اسمیت (انگلیسی: Todd Smith؛ زادهٔ ۳ مارس ۱۹۸۴) کشتی‌گیر کشتی حرفه‌ای اهل ایالات متحده آمریکا است. او در شوی اسمکداون کمپانی دبلیودبلیوئی کار می‌کند.
تاد اسمیت بیشتر با نام هنسن که از سال ۲۰۱۳ تا ۲۰۱۹ آن را بکاربرده شناخته می‌شود. اسمیت و اریک از سال ۲۰۱۴ در تگ تیمی به نام‌های وار ماشین، وار ریدرز، وایکینگ اکسپرینس و وایکینگ ریدرز فعالیت کرده‌اند.